# Impfausweis

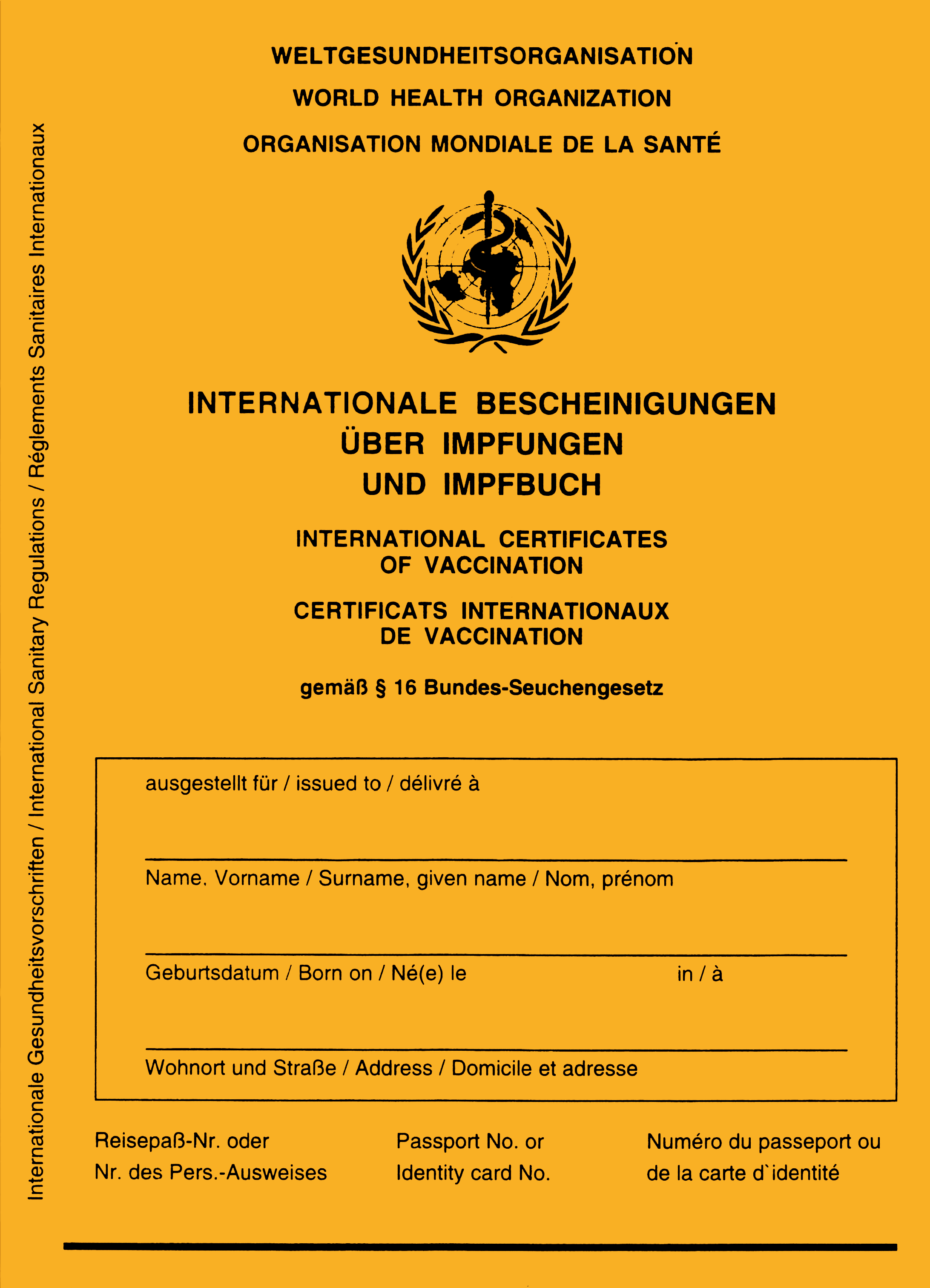
International anerkannter deutschsprachiger Impfausweis

Ein Impfausweis oder auch Impfpass ist ein Gesundheitszeugnis zum Nachweis von Impfungen, die eine Person oder ein Tier gegen bestimmte Krankheiten mit einem bestimmten Impfstoff erhalten hat.
Für dieses Dokument ist die Papierform der Standard. Im Zuge der Coronavirus-Pandemie wurde in den Mitgliedstaaten der Europäischen Union mit der Verordnung (EU) 2021/953 zum 1. Juli 2021 zusätzlich die unentgeltliche Ausstellung, Überprüfung und grenzüberschreitende Anerkennung digitaler COVID-Zertifikate eingeführt.

## Internationale Impfbescheinigung

Internationale Impfbescheinigung gegen Gelbfieber, Sowjetunion 1985.

Die internationale Impf- oder Prophylaxebescheinigung (englisch International Certificate of Vaccination or Prophylaxis) ist ein Gesundheitsdokument nach Art. 36 der Internationalen Gesundheitsvorschriften. Einem Reisenden, der sich im Besitz einer solchen Impfbescheinigung befindet, darf die Einreise aufgrund der Krankheit, auf die sich die Bescheinigung bezieht, nicht verweigert werden. Anlage 6 zu den IGV enthält eine Musterbescheinigung, von der nicht abgewichen werden darf. Die Bescheinigung ist nur gültig, wenn der verwendete Impfstoff oder die verwendete Prophylaxe von der Weltgesundheitsorganisation (WHO) zugelassen worden ist. Andere Gesundheitsdokumente dürfen im internationalen Verkehr grundsätzlich nicht verlangt werden (Art. 35 IGV), außer bei Anzeichen einer Gefahr für die öffentliche Gesundheit. In diesem Fall kann die zuständige Behörde Reisende ersuchen, Formulare mit Kontaktinformationen und Fragebögen über die Gesundheit der Reisenden auszufüllen (Art. 35 Satz 3, Art. 23 IGV).
Gelbfieber ist die in den IGV, Anlage 7 eigens bezeichnete Krankheit, für die nach den IGV von Reisenden als Voraussetzung für deren Einreise in einen Vertragsstaat ein Impf- oder Prophylaxenachweis gefordert werden kann. Für die Gelbfieberimpfung gelten Einreisevorschriften entsprechend der jährlich aktualisierten Länderliste der WHO.
Das Bundesministerium für Gesundheit wird in Art. 4 Abs. 1 Satz 2 Nr. 5 des mit Wirkung zum 28. Juli 2007 in Kraft getretenen deutschen Gesetzes zu den Internationalen Gesundheitsvorschriften ermächtigt, zur Durchführung der IGV erforderliche Rechtsverordnungen über die Verpflichtung von Reisenden zu erlassen, Gesundheitsdokumente vorzulegen (Artikel 35, 36 IGV). Durch eine solche Rechtsverordnung darf das Grundrecht der Freizügigkeit (Art. 11 Abs. 2 GG) eingeschränkt werden.

## Deutschland

### Impfdokumentation
Impfungen zum Schutz vor einer übertragbaren Krankheit (§ 2 Nr. 9 IfSG) müssen von der zur Durchführung berechtigten Person, in der Regel einem Arzt, unverzüglich dokumentiert werden (§ 22 Abs. 1 IfSG).

#### Inhalt
Die Impfdokumentation muss gem. § 22 Abs. 2 IfSG folgende Angaben enthalten:
1. Datum der Schutzimpfung,

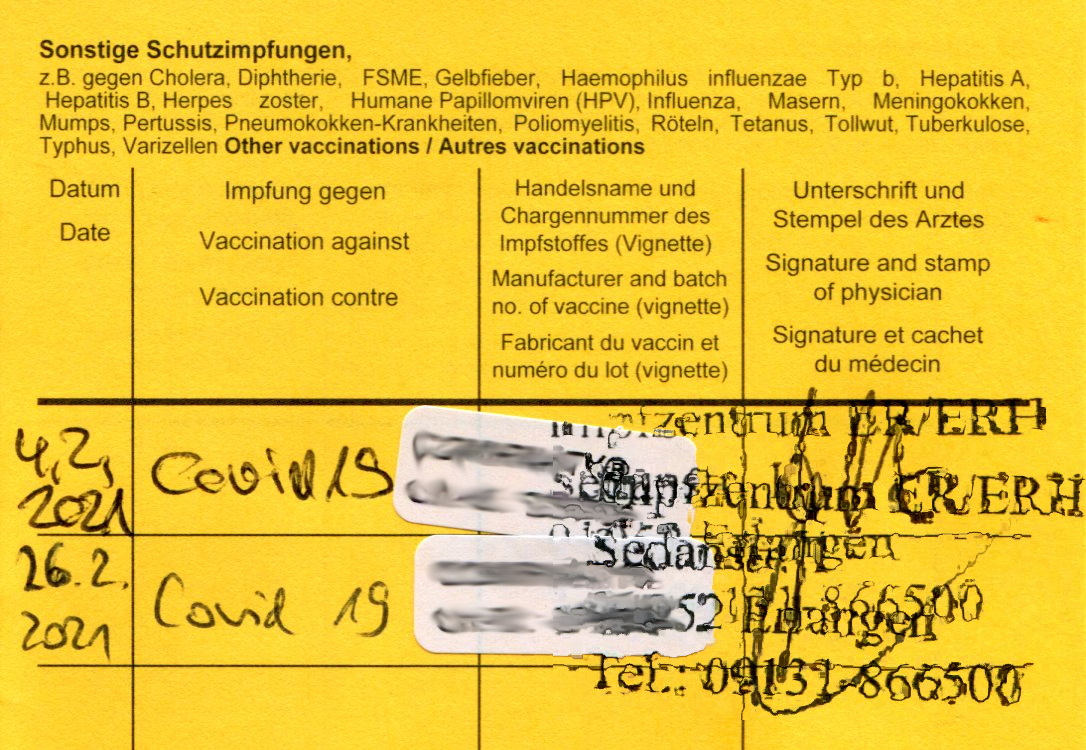
Analoge Impfdokumentation über eine Schutzimpfung gegen das Coronavirus SARS-CoV-2

2. Bezeichnung und Chargenbezeichnung des Impfstoffes,
3. Name der Krankheit, gegen die geimpft wurde,
4. Name der geimpften Person, deren Geburtsdatum und Name und Anschrift der für die Durchführung der Schutzimpfung verantwortlichen Person sowie
5. Bestätigung in Schriftform oder in elektronischer Form mit einer qualifizierten elektronischen Signatur oder einem qualifizierten elektronischen Siegel durch die für die Durchführung der Schutzimpfung verantwortliche Person.

In der Impfdokumentation ist gem. § 20 Abs. 3 IfSG hinzuweisen auf
1. das zweckmäßige Verhalten bei ungewöhnlichen Impfreaktionen,
2. die sich ergebenden Ansprüche bei Eintritt eines Impfschadens sowie
3. Stellen, bei denen die sich aus einem Impfschaden ergebenden Ansprüche geltend gemacht werden können.

In der Impfdokumentation ist außerdem über notwendige Folge- und Auffrischimpfungen mit Terminvorschlägen zu informieren (Impfkalender), so dass die geimpfte Person diese rechtzeitig wahrnehmen kann (§ 20 Abs. 4 IfSG).

#### Äußere Form
§ 16 des Bundes-Seuchengesetzes vom 18. Juli 1961 (BSeuchG) sah vor, dass jeder Impfling bei seiner ersten Impfung ein Impfbuch erhält, das von der zuständigen Behörde unentgeltlich abzugeben war. In das Impfbuch waren alle Impfungen einschließlich der Pockenschutzimpfung von dem impfenden Arzt einzutragen. Die Bekanntmachung der Neufassung des BSeuchG vom 18. Dezember 1979 sah in § 16 Abs. 2 dann ein einheitliches Muster für das Impfbuch vor. Das Bundesgesundheitsministerium sollte in einer Verwaltungsvorschrift dieses einheitliche Muster festlegen, wozu es jedoch nicht kam. Stattdessen wurde als Impfausweis ein deutschsprachiges Muster benutzt, das sich an die im internationalen Reiseverkehr vorgeschriebene Internationale Impfbescheinigung der WHO anlehnte. Damit sah der Gesetzgeber seine Forderung nach einem bundeseinheitlichen Impfbuch weitgehend verwirklicht.
Die äußere Form ist im Infektionsschutzgesetz, das zum 1. Januar 2001 an die Stelle des BSeuchG getreten ist, nicht mehr vorgeschrieben. Die Gestaltung des Impfpasses beruht in Deutschland auf der Abstimmung mit den zuständigen Referenten der Bundesländer, mit Mitgliedern der Ständigen Impfkommission sowie Vertretern der Berufsverbände und des Robert Koch-Instituts Ende der 1990er Jahre. Da es keine bundesrechtlichen Vorgaben für den Impfpassvordruck gibt, genügen auch in der DDR ausgestellte Impfpässe jedenfalls innerhalb Deutschlands den Anforderungen an eine infektionsschutzrechtliche Impfdokumentation. International bekannt ist aber nur der gelbe Impfausweis.

#### Kosten
Soweit Versicherte der gesetzlichen Krankenversicherung einen Anspruch auf Schutzimpfungen gem. § 20i Abs. 1 bis 3 SGB V haben, schließt dieser Anspruch die Bereitstellung einer Impfdokumentation nach § 22 IfSG ein (§ 20i Abs. 4 Satz 1 SGB V).

#### Bedeutung
Ein vollständig geführter Impfausweis dient der Schaffung und Aufrechterhaltung eines umfassenden Impfschutzes. Notwendige Impfungen können zeitgerecht durchgeführt oder nachgeholt, überflüssige Impfungen vermieden werden. Außerdem ist der Impfnachweis von großer Bedeutung bei der Bewertung von Entschädigungsansprüchen wegen eines Impfschadens.
Schon vor Inkrafttreten des Infektionsschutzgesetzes am 1. Januar 2001 hatten einige Bundesländer durch Gesetz oder Verwaltungsvorschrift festgelegt, dass bei Aufnahme in Kindergemeinschaftseinrichtungen ein Dokument vorgelegt werden muss, ob und welche Schutzimpfungen das Kind erhalten hat. Seit Einführung der Impfpflicht gegen Masern im Rahmen des § 20 Abs. 8–13 IfSG müssen Personen, die nach dem 31. Dezember 1970 geboren sind und die in Gemeinschaftseinrichtungen wie Kindertageseinrichtungen, Schulen und sonstigen Ausbildungseinrichtungen betreut oder tätig werden sollen, der Leitung der jeweiligen Einrichtung vor Beginn ihrer Betreuung oder ihrer Tätigkeit entsprechende Impfnachweise vorlegen, beispielsweise bei der Schuleingangsuntersuchung oder bei der Anmeldung zur weiterführenden Schule.
Impfärzte haben außerdem die Hinweise zur Dokumentation durchgeführter Schutzimpfungen in Anlage 2 der Schutzimpfungs-Richtlinie zu beachten.

### Impfnachweis bei COVID-19
Seit dem 19. März 2022 ist in § 22a Abs. 1 IfSG legaldefiniert, unter welchen Voraussetzungen ein vollständiger Impfschutz gegen das Coronavirus SARS-CoV-2 vorliegt.
Erforderlich ist grundsätzlich, dass kumulativ
- die zugrundeliegenden Einzelimpfungen mit einem oder verschiedenen Impfstoffen erfolgt sind, die
  - von der Europäischen Union zugelassen sind oder
  - im Ausland zugelassen sind und die von ihrer Formulierung her identisch mit einem in der Europäischen Union zugelassenen Impfstoff sind,
- insgesamt drei Einzelimpfungen erfolgt sind und
- die letzte Einzelimpfung mindestens drei Monate nach der zweiten Einzelimpfung erfolgt ist.

Auch bei nur zwei Einzelimpfungen liegt ab dem 1. Oktober 2022 ein vollständiger Impfschutz vor, wenn
- die betroffene Person einen bei ihr durchgeführten spezifischen positiven Antikörpertest nachweisen kann und dieser zu einer Zeit erfolgt ist, zu der die betroffene Person noch keine Einzelimpfung gegen das Coronavirus SARS-CoV-2 erhalten hatte,
- die betroffene Person mit dem Coronavirus SARS-CoV-2 infiziert gewesen ist, sie diese Infektion mit einem Testnachweis über einen direkten Erregernachweis nachweisen kann und die dem Testnachweis zugrundeliegende Testung
  - auf einer Labordiagnostik mittels Nukleinsäurenachweis (PCR oder weitere Methoden der Nukleinsäureamplifikationstechnik) beruht sowie
  - zu einer Zeit erfolgt ist, zu der die betroffene Person noch nicht die zweite Impfdosis gegen das Coronavirus SARS-CoV-2 erhalten hat, oder
- die betroffene Person sich nach Erhalt der zweiten Impfdosis mit dem Coronavirus SARS-CoV-2 infiziert hat, sie diese Infektion mit einem Testnachweis über einen direkten Erregernachweis nachweisen kann und die dem Testnachweis zugrundeliegende Testung
  - auf einer Labordiagnostik mittels Nukleinsäurenachweis (PCR oder weitere Methoden der Nukleinsäureamplifikationstechnik) beruht sowie
  - seit dem Tag der Durchführung der dem Testnachweis zugrundeliegenden Testung 28 Tage vergangen sind.

Bis zum 30. September 2022 genügt unter diesen Voraussetzungen eine Einzelimpfung (§ 22a Abs. 1 Satz 4 IfSG).

### Digitale COVID-Zertifikate

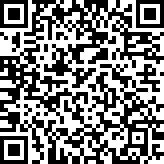
QR-Code (Symbolbild)

Zusätzlich zu der Impfdokumentation ist auf Wunsch der geimpften Person gem. § 22a Abs. 5 IfSG die Durchführung einer Schutzimpfung in Deutschland gegen das Coronavirus SARS-CoV-2 in einem digitalen Zertifikat (COVID-19-Impfzertifikat) in Form eines QR-Codes durch das Robert Koch-Institut zu bescheinigen. Geimpfte können ihr ausgedrucktes digitales Impfzertifikat mit dem QR-Code direkt in der Papierform verwenden. Üblich ist es aber zumeist, das Zertifikat über den QR-Code auf ein mobiles Endgerät (Smartphone) in die CovPass-App oder die Corona-Warn-App zu übertragen und diese Apps zum Vorzeigen zu verwenden. Weiterhin kann der QR-Code statt auf Papier auch auf eine handlichere Plastikkarte gedruckt werden (i. d. R. kostenpflichtig).

### Rechtliche Konsequenzen von Fälschungen

#### Strafrecht
Nicht zuletzt aufgrund der mit einer Impfung verbundenen Ausnahmen von Corona-Regeln häuften sich im Frühjahr 2021 Berichte über den Handel mit gefälschten Impfpässen. Die Polizei warnte davor, Fotos von Impfpässen in den sozialen Medien zu posten, weil Fälscher die dort sichtbaren Chargennummern, Stempel und Unterschriften verwenden könnten.
Seit dem 1. Juni 2021 werden bis zu zwei Jahre Freiheitsstrafe für das Ausstellen unrichtiger Impf- und Testbescheinigungen durch eine zur Durchführung der Schutzimpfung berechtigte Person sowie bis zu einem Jahr Freiheitsstrafe für den Gebrauch solcher zur Täuschung im Rechtsverkehr angedroht (§ 74 Abs. 2 und § 75a IfSG).
Die Täuschung von Behörden oder Versicherungsgesellschaften durch gefälschte Gesundheitszeugnisse steht gem. § 277, § 278 und § 279 StGB unter Strafe. Einen gefälschten Impfausweis in einer Apotheke vorzulegen, um an ein digitales COVID-Zertifikat der EU zu gelangen, ist nach Ansicht des LG Osnabrück, des OLG Bamberg und des Bayerischen Obersten Landesgerichts dagegen nicht strafbar. Dieser Ansicht sind das OLG Celle, das OLG Stuttgart und das OLG Hamburg entgegengetreten und haben eine Strafbarkeit wegen Urkundenfälschung  gem. § 267 StGB bejaht.
Als Reaktion auf die Rechtsprechung des LG Osnabrück und die daran geübte Kritik stehen seit einer Änderung des Strafgesetzbuchs zum 24. November 2021 die Vorbereitung der Fälschung von amtlichen Ausweisen sowie die Vorbereitung der Herstellung von unrichtigen Impfausweisen, das unbefugte oder unrichtige Ausstellen sowie der Gebrauch unrichtiger Gesundheitszeugnisse in § 275, § 277 bis § 279 StGB unter Strafe. Die Tatbestände beschränken sich nicht mehr auf die Täuschung von Behörden und Versicherungsgesellschaften. Zudem wurde bei den §§ 277 bis 279 StGB der Strafrahmen angehoben und besonders schwere Fälle eingefügt. Bei den §§ 278, 279 StGB wurde eine Versuchsstrafbarkeit eingeführt.
Im Hinblick auf die divergierende Rechtsprechung der Oberlandesgerichte hat das OLG Karlsruhe mit Beschluss vom 26. Juli 2022 dem Bundesgerichtshof gem. § 121 Abs. 2 GVG die Frage zur Entscheidung vorgelegt, ob das Vorzeigen eines gefälschten Impfpasses in einer Apotheke bereits vor einer Änderung des Strafgesetzbuchs zum 24. November 2021 strafbar gewesen ist.

#### Arbeitsrecht
Die Vorlage eines gefälschten Impfnachweises am Arbeitsplatz kann den Arbeitgeber zur außerordentlichen Kündigung des Arbeitnehmers aus wichtigem Grund gem. § 626 BGB berechtigen.

## Österreich
Der Impfpass aus Papier oder dünnem Karton ist und ein- oder zweimal (wickel)gefalzt, also 4- bis 6-seitig und dann DIN A6 groß. Mitunter werden etwa von Krankenhäusern etwa visitkartengroße Impfkarten anlässlich der Tetanusimpfung im Zuge der Behandlung von offenen Unfallverletzungen ausgegeben, die in den Impfpass eingeheftet werden sollen.
Der Impfpass für das Kind im Rahmen der Mutter-Kind-Pass-Untersuchungen wird vom Kinderarzt ausgestellt. Erwachsene können einen Impfpass beim Hausarzt, in der Apotheke oder vom Gesundheitsministerium beziehen.
Weiters gibt es einen internationalen Impfpass für den Reiseverkehr ins Ausland.
Die ELGA GmbH wurde im Juni 2018 mit der Umsetzung der Pilotierung des elektronischen Impfpasses (e-Impfpass) betraut. Die Pilotphase lief im Jahr 2020 in drei Bundesländern (W, NÖ, Stmk.) mit den öffentlichen Impfstellen und 30 Ärzten. 2021 soll der e-Impfpass schrittweise in ganz Österreich eingeführt werden. Die Impfdaten werden im zentralen Impfregister gespeichert, ein Papier-Impfpass ist dann nicht mehr notwendig, Auswertungen und personalisierte Impfempfehlungen sind möglich. Im September 2020 beschloss der Nationalrat (mit den Stimmen von ÖVP, Grünen, SPÖ und NEOS, dagegen stimmte die FPÖ) mit einer Änderung des Gesundheitstelematikgesetzes die Einführung eines elektronischen Impfpasses (e-Impfpass) basierend auf einem staatlichen Impfregister.
Die in einem von der ELGA GmbH zu errichtenden zentralen Impfregister gespeicherten Daten einer Person sind zehn Jahre nach ihrem Sterbedatum, spätestens 120 Jahre nach ihrer Geburt zu löschen. Als erstes Vollbetriebsjahr war (Stand September 2020) 2023 vorgesehen.
Im Herbst 2020 wurde der e-Impfpass in einer Pilotprojektphase bei wenigen Ärzten und Einrichtungen getestet. Am 6. Jänner 2021 – im Zuge der COVID-19-Pandemie waren seit 27. Dezember 2020 bereits 6770 COVID-19-Impfungen erfolgt – erklären die Sozialversicherungsträger, dass der e-Impfpass „voll einsatzbereit“ sei. Laut Ärztekammer fanden noch letzte Praxistests statt, hat das Projekt e-Impfpass höchste Priorität und sollten alle niedergelassenen Ärzte bis Ende März 2021 an das System angeschlossen sein. Wahlärzte, die nicht an der e-Card teilnehmen, erhalten dabei ein Tablet. Ab April 2021 sollte der e-Impfpass auf Abfrage die Impfquote tagesaktuell liefern können. Die Eintragung von älteren Impfungen ist nicht vorgesehen, kann aber z. B. von Hausärzten auf Wunsch durchgeführt werden. Die individuelle Abmeldung vom e-Impfpass ist nicht möglich, somit haben alle Ärzte und Gesundheitseinrichtungen darauf Zugriff.
Seit 2. Juli ist der sogenannte Grüne Pass als Mobile App für iOS und Android verfügbar. Hier können Impf-Zertifikate zum vereinfachten Vorzeigen hinterlegt werden.

## Schweiz

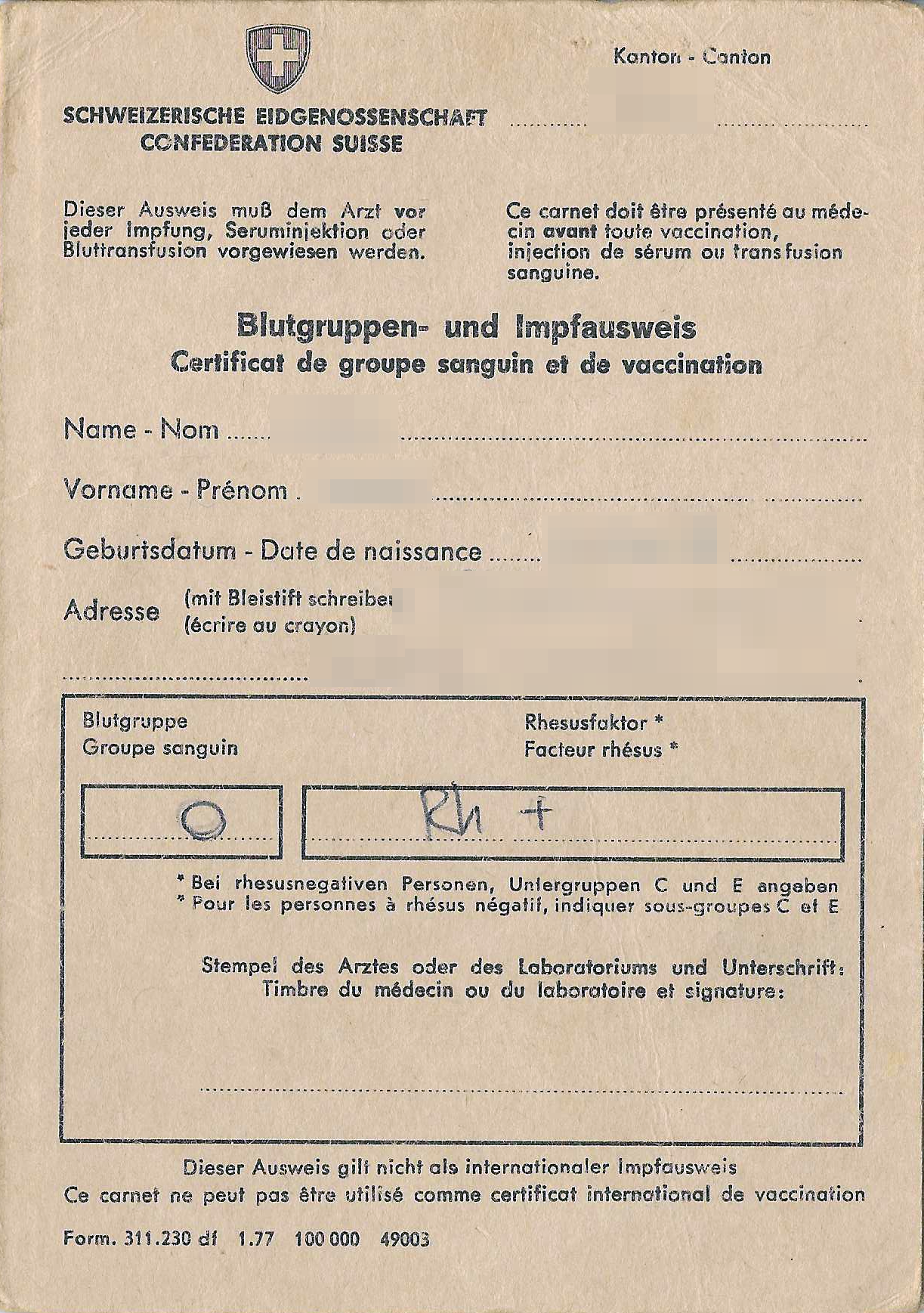
Alter Schweizer Impfausweis. Er wurde mindestens von den 1940er bis zu den 1980er Jahren abgegeben.

### Ausweis in Papierform
Der zweiseitige Impfausweis in Papierform wird vom Bundesamt für Gesundheit (BAG) herausgegeben, besteht aus dünnem Karton und hat zwei Mal gefaltet das Format A6.

Er enthält:
- Name, Vorname, Geburtsdatum, Geschlecht, Adresse, Vermerk des nächsten Impftermins
- Basisimpfungen nach dem Impfplan, der bei Drucklegung des Impfausweises aktuell war (gegen Diphtherie, Starrkrampf, Keuchhusten, Kinderlähmung, Haemophilus influenzae, Hepatitis B, Pneumokokken, Masern, Mumps, Röteln, Humanes Papillomvirus)[49]
- erhaltene andere Impfungen (Hepatitis A, Meningokokken, FSME, Windpocken, Tuberkulose, Gürtelrose, …)
- Angaben zu anaphylaktischen Reaktionen, Kontraindikationen und Nebenwirkungen; Varizellendiagnose und Maserndiagnose[50]

Der alte Impfausweis (ebenfalls Formular 311.230) hatte dasselbe Format. Auf den sechs Seiten enthielt er:
1. Angabe des Kantons, Name, Vorname, Geburtsdatum, Adresse, Blutgruppe, Rhesusfaktor
2. Impfungen gegen Pocken, Impfungen gegen Kinderlähmung
3. „Andere, einfache oder kombinierte Impfungen (Diphtherie, Keuchhusten, Starrkrampf, Typhus usw.)“
4. Tuberkulinproben, BCG-Impfung
5. Bluttransfusionen und Blutinjektionen, besondere Befunde (Hepatitis, Allergien usw.)
6. Serum-Injektionen (mit Angabe der Herkunft: Pferd, Rind usw.)

Reisende erhalten in der Schweiz die zweisprachige, englisch-französische Fassung des international anerkannten Impfausweises.

### Elektronisches Impfdossier
Die Stiftung „meineimpfungen“ sollte das elektronische Impfdossier auf der Schweizer Internetplattform www.meineimpfungen.ch einem breiten Publikum zugänglich machen. Die Förderung der Verwendung elektronischer Impfausweise ist einer der Handlungsbereiche der vom Bundesrat verabschiedeten Nationalen Strategie zu Impfungen (NSI) und soll mittelfristig als Teil des elektronischen Patientendossiers (EPD) angeboten werden.
Der Dienst erinnerte an Impftermine und schlug je nach angegebenen beruflichen und anderen Risikosituationen sowie geplanten Reisezielen weitere Impfungen vor. Der Benutzer konnte auswählen, welche Ärzte und Apotheken Zugriff auf die Daten erhalten; ebenso konnte der Benutzer einen Notfallcode wählen, der es einem sonst nicht-autorisierten Arzt erlaubte, den elektronischen Impfausweis einzusehen. Während der elektronische Impfausweis kostenlos war, bot das Zentrum für Vakzinologie am Universitätsspital Genf in Zusammenarbeit mit der Stiftung kostenpflichtige Zusatzleistungen an, wie den Übertrag der Impfdaten von Scans/Fotos und eine zeitlich befristete Impfberatung.
Im März 2021 nahm die Stiftung ihre Plattform, die den elektronischen Impfausweis mit einem veralteten System betrieb, wegen schwerwiegender datenschutzrechtlicher Mängel vom Netz.
Im August 2021 gab die Stiftung bekannt, dass sie die Plattform eingestellt und wegen finanzieller Probleme die Liquidation beantragt habe. Die Impfdaten der rund 300 000 Nutzer sollen vernichtet werden.
Ab Jahresende 2022 sollte für die Stammgemeinschaften des EPD ein neuer elektronischer Impfausweis als Teil des elektronischen Patientendossiers bereitstehen. Eine entsprechende Revision des Bundesgesetzes über das elektronische Patientendossier (EPDG) war im Januar 2023 noch nicht abgeschlossen und wird nach Einschätzung des Bundesrats „mehrere Jahre in Anspruch nehmen.“

## Frankreich
In Frankreich gibt es einen Gesundheitspass (passeport sanitaire, oft passe sanitaire genannt), der in Frankreich unter anderem beim Besuch von Restaurants, Einkaufszentren, Veranstaltungsorten und Museen verlangt wird.
Mitte November 2021 wurde beschlossen, dass allen Franzosen über 65 Jahren, die bis zum 15. Dezember 2021 keine Auffrischungsimpfung erhalten haben, ihr Gesundheitspass nicht verlängert wird.
Am 17. Dezember 2021 gab Premierminister Jean Castex bekannt, dass der Pass in einen Impfpass umgewandelt werden soll. Die hochansteckende Omikron-Variante verbreite sich „rasend schnell um uns herum in Europa“. Sie werde bald in Frankreich dominieren.

## Rechtspolitik
Im Zuge der COVID-19-Pandemie wurde mit dem Aufkommen erster COVID-19-Impfstoffe weltweit diskutiert, ob einzelne Schutzmaßnahmen für geimpfte Personen aufgehoben werden könnten, oder sogar müssten, da diese als wahrscheinlich nicht mehr ansteckend angesehen wurden (→ zur Debatte in Deutschland). Impfausweise könnten dann dazu dienen, eine solche Immunität nachzuweisen.
Israel verfolgt diese Strategie bereits von Anfang an: So werden Geimpfte, genauso wie Genesene (siehe Immunitätsausweis), eine Woche nach ihrer zweiten Impfung von der Quarantänepflicht und Kontaktbeschränkungen ausgenommen. Sie erhalten zu diesem Zweck einen digitalen grünen Pass, der etwa Zugang zu Restaurants oder Kinos verschafft. Auch Erleichterungen bei Reisen sind angedacht: So schlossen bereits Zypern und Griechenland entsprechende Abkommen zur gegenseitigen Anerkennung der Impfzertifikate, um bald wieder Urlaubsreisen für Geimpfte und Genesene zu ermöglichen.
Weitere, ähnliche Initiativen gab es bereits vom Weltwirtschaftsforum, IBM und der IATA.
Die Europäische Union plante bereits im Zusammenhang mit Regelungen zur elektronischen Patientenakte die Einführung eines digitalen Impfpasses. Aufgrund der Pandemie und der anstehenden Impfungen gegen das Virus wurden die Pläne geändert, um den digitalen Impfpass statt wie vorgesehen im Jahr 2022 schon im Jahr 2021 einzuführen. Der österreichische Bundeskanzler Sebastian Kurz forderte bereits im Februar 2021, mit einem grünen Pass schnellstmöglich Erleichterungen für Geimpfte und Genesene, ähnlich wie in Israel, zu ermöglichen. Die EU plant ein digitales „grünes Zertifikat“, in dem eine erfolgte COVID-19-Impfung, überstandene Erkrankung oder negatives Testergebnis hinterlegt werden kann. Inwiefern dieses Zertifikat jedoch auch zu konkreten Erleichterungen führt, müssen die Mitgliedstaaten jeweils selbst entscheiden. Die deutsche Bundesregierung ließ im Rahmen dessen eine eigene App entwickeln (CovPass), über die der „digitale Impfnachweis“ sicher erstellt und nachgewiesen werden kann. Im Juni wurde mit der Ausgabe von EU-COVID-19-Zertifikaten begonnen.
Im April empfahl das Robert Koch-Institut, Geimpfte äquivalent zu negativ Schnellgetesteten zu behandeln, da im Vergleich zu ihnen ein sogar noch stärker reduziertes Infektionsrisiko bestehe. Anfang Mai 2021 wurden daraufhin von der Bundesregierung, mit Zustimmung von Bundestag und Bundesrat, wie in § 28c Infektionsschutzgesetz vorgesehen, weitreichende Ausnahmen für geimpfte und genesene Personen beschlossen (siehe COVID-19-Schutzmaßnahmen-Ausnahmenverordnung). So sollen Schnellgetestete und Genesene grundsätzlich mit negativ Getesteten gleichgestellt werden, nicht den üblichen Kontakt- und Ausgangsbeschränkungen unterliegen sowie im Regelfall keiner Test- und nur noch eingeschränkter Quarantänepflicht unterliegen. Die deutsche Ethikratsvorsitzende Alena Buyx kritisierte, dass gerade hierdurch die bisher noch nicht geimpften, aber stärker von den Maßnahmen betroffenen, Jüngeren möglicherweise einen Nachteil hätten, dies berge die Gefahr einer Spaltung. Die fehlende Testung für Einreisende stieß bspw. bei Viola Priesemann auf Kritik, so werden Varianten, gegen die die Impfung nicht wirkt, „Tür und Tor“ geöffnet.

## Tiermedizin
In der Tiermedizin werden Impfungen ebenfalls in einem Impfausweis dokumentiert. Dabei können wie in der Kleintier- oder Pferdemedizin individuelle Impfausweise ausgestellt werden oder auch Impfausweise für Bestände. Für den internationalen Reiseverkehr ist in der Europäischen Union für Hunde, Katzen und Frettchen ein EU-Heimtierausweis obligatorisch.